# Down in the Groove
Down in the Groove es el vigésimo quinto álbum de estudio del músico estadounidense Bob Dylan, publicado por la compañía discográfica Columbia Records en mayo de 1988.
El álbum, que contó con la colaboración de una larga lista de músicos, incluyó en su mayoría versiones de otros autores junto a dos temas, «Silvio» y «Ugliest Girl in the World», coescritos con Robert Hunter, letrista de Grateful Dead. Down in the Groove supuso el segundo álbum consecutivo tras Knocked Out Loaded en recibir críticas negativas de la prensa musical y unos bajos resultados comerciales, alcanzando el puesto 61 en la lista estadounidense Billboard 200 y el 32 en la lista de discos más vendidos del Reino Unido.

## Grabación y recepción
Down in the Groove fue especialmente criticado por la prensa musical. En su crítica para la revista Rolling Stone, David Fricke definió la grabación del álbum: «Como la mayoría de los discos de Dylan, Down in the Groove tuvo un extraño y dificultoso nacimiento. Su edición fue aplazada durante más de año y medio, y la lista de temas fue modificada al menos en tres ocasiones. Si bien los créditos no dan ninguna indicación, las canciones que conformaron el último listado de canciones proceden de al menos media docena de sesiones de grabación llevadas a cabo en los últimos seis años».
Antes de la publicación, Columbia Records manejó tres distintas versiones del acetato original. En la primera configuración del álbum se incluían dos canciones, «Got Love If You Want It» e «Important Words», que fueron finalmente descartadas. En la segunda configuración de Down in the Groove, Dylan retuvo «Got Love If You Want It» y sustituyó «Important Words» por una versión del tema de John Hiatt «The Usual», que había grabado previamente para la banda sonora de Hearts of Fire, en la que el músico participó como actor.
En una reseña publicada en Consumer Guide, Robert Christgau escribió: «Mientras Self Portrait fue al menos extraño y rompió las diferencias entre lo horrible y lo divertido, Dylan es ahora, cuanto menos, profesional. Todo lo que puede hacer a una canción es «dilanizarla», y de esta manera la banda de Danny Kortchmar y la de Steve Jones-Paul son indistinguibles en la grabación». Christgau llegó a calificar posteriormente al álbum como un «producto horrendo». Christgau no fue el único en dar una reseña negativa del álbum en función de sus colaboradores. David Fricke señaló que «la colaboración con Full Force fue finalmente un tema descartado de Infidels, «Death Is Not the End», aderezada con armonías vocales sabrosas pero más bien superfluas de Full Force». En 2007, Rolling Stone etiquetó Down in the Groove como el peor álbum del catálogo musical de Dylan.
La única canción del álbum que obtuvo cierto éxito fue «Silvio», coescrita con Robert Hunter, publicada como primer sencillo del álbum e incluida en los recopilatorios Bob Dylan's Greatest Hits Volume 3 y The Essential Bob Dylan. Dylan y Hunter volvieron a colaborar veinte años más tarde en la composición de las canciones del álbum Together Through Life. 

## Canciones descartadas
En febrero de 2007, fue puesta a la venta en el servicio eBay una cinta con cuatro tomas de la canción "Sidewalk, Fences and Walls" por 12.500 dólares, con una calidad de sonido remarcable. El productor David Briggs supervisó las sesiones en 1987, y tras finalizar su trabajo entregó la cinta a un amigo, que tras doce años la utilizaría con el objetivo de financiar un negocio personal.
Dicha canción fue grabada para una posible inclusión en Down on the Groove, si bien sería descartada. Finalmente, la cinta original no alcanzaría el valor fijado y sería comprada a bajo precio por un seguidor que pronto convertiría los temas a formato mp3 para su difusión. 

## Comienzo delNever Ending Tour
Tras la publicación de Down in the Groove, Dylan se embarcó en una gira veraniega por Norteamérica, presumiblemente para promocionar su reciente álbum. El primer concierto tuvo lugar el 7 de julio de 1988 en el Concord Pavilion de Concord (California), a partir del cual se produjeron drásticos cambios con respecto a giras anteriores. Durante los últimos años, Dylan se había acompañado de músicos reconocidos en el panorama musical como Mick Taylor, Ian McLagan, Grateful Dead y Tom Petty and the Heartbreakers. Sin embargo, para la actual gira se hizo acompañar de una modesta banda conformada por el guitarrista G.E. Smith, el bajista Kenny Aaronson y el batería Christopher Parker. 
La lista de temas interpretados también sufrió cambios, con algunas variaciones entre recital y recital. Además, el concierto alternó en un principio un set acústico, con la única compañía de G.E. Smith en el escenario, y otro eléctrico, junto al resto del grupo. Durante el set acústico, Dylan introdujo una gran variedad de canciones tradicionales, a diferencia de sus anteriores conciertos en las que sólo interpretaba composiciones propias.
En un principio, la gira recibió modestas reseñas por parte de la crítica musical, aunque a medida que fue progresando ganó la atención de numerosos críticos. El calendario de conciertos también fue chocante para algunos que atribuían una edad demasiado avanzada a Dylan como para seguir ese ritmo de vida: tras finalizar una parte de su gira, pronto Dylan se embarcaba en un nuevo conjunto de conciertos, dando origen a lo que hoy se conoce como Never Ending Tour. Aunque la banda que acompaña al músico sufrió numerosos cambios, su formato se mantuvo intacto desde 1988 hasta la actualidad.

## Lista de canciones
Todas las canciones escritas y compuestas por Bob Dylan excepto donde se anota. 
| Cara A |                               |                                 |          |  |
| N.º    | Título                        | Escritor(es)                    | Duración |  |
| 1.     | «Let's Stick Together»        | Wilbert Harrison                | 3:09     |  |
| 2.     | «When Did You Leave Heaven?»  | Bullock, Whiting                | 2:15     |  |
| 3.     | «Sally Sue Brown»             | Alexander, Montgomery, Stafford | 2:29     |  |
| 4.     | «Death Is Not the End»        |                                 | 5:10     |  |
| 5.     | «Had a Dream About You, Baby» |                                 | 2:53     |  |

| Cara B |                                                 |                          |          |  |
| N.º    | Título                                          | Escritor(es)             | Duración |  |
| 6.     | «Ugliest Girl in the World»                     | Bob Dylan, Robert Hunter | 3:32     |  |
| 7.     | «Silvio»                                        | Bob Dylan, Robert Hunter | 3:05     |  |
| 8.     | «Ninety Miles an Hour (Down a Dead End Street)» | Blair, Robertson         | 2:56     |  |
| 9.     | «Shenandoah»                                    | Tradicional              | 3:38     |  |
| 10.    | «Rank Strangers to Me»                          | Brumley                  | 2:57     |  |

## Personal
| Músicos - Bob Dylan: voz, guitarra, armónica y teclados - Mike Baird: batería - Peggie Blu: coros - Alexandra Brown: coros - Eric Clapton: guitarra - Alan Clark: teclados - Carolyn Dennis: coros - Sly Dunbar: batería - Nathan East: bajo - Mitchell Froom: teclados - Full Force: coros - Jerry Garcia: coros - Willie Green, Jr.: coros - Beau Hill: teclados - Randy «The Emperor» Jackson: bajo - Steve Jones: guitarra - Steve Jordan: batería - Danny Kortchmar: guitarra - Bobby King: coros - Clydie King: coros | - Larry Klein: bajo - Mark Knopfler: guitarra - Brent Mydland: coros - Madelyn Quebec: teclados y coros - Robbie Shakespeare: bajo - Stephen Shelton: batería y teclados - Paul Simonon: bajo - Henry Spinetti: batería - Bob Weir: coros - Kip Winger: bajo - Ronnie Wood: bajo Personal técnico - Coke Johnson: ingeniero de sonido - Mike Kloster: ingeniero asistente - Jeff Musel: ingeniero asistente - Jim Preziosi: ingeniero asistente - Brian Saucy: ingeniero asistente - Stephen Shelton: ingeniero de sonido y mezclas |

## Posición en listas
| País           | Lista                  | Posición |
| -------------- | ---------------------- | -------- |
| Alemania       | Media Control Charts   | 55       |
| Australia      | ARIA Albums Chart      | 41       |
| Estados Unidos | Billboard 200          | 61       |
| Noruega        | VG-lista Top 40 Albums | 7        |
| Reino Unido    | UK Albums Chart        | 32       |
| Suecia         | Albums Top 60          | 22       |
| Suiza          | Swiss Top Albums 100   | 18       |

| Sencillo | País           | Lista                  | Posición |
| -------- | -------------- | ---------------------- | -------- |
| «Silvio» | Estados Unidos | Mainstream Rock Tracks | 5        |